# Solo: A Star Wars Story
Solo: A Star Wars Story, eller bare Solo, er en amerikansk science fiction-film fra 2018 om Star Wars-figuren Han Solo. Filmen er produceret af Lucasfilm på basis af et manuskript af Lawrence Kasdan og Jon Kasdan, og den bliver distribueret af Walt Disney Studios Motion Pictures. Blandt de medvirkende er Alden Ehrenreich i titelrollen som Han Solo, sammen med Woody Harrelson, Emilia Clarke, Donald Glover, Thandie Newton, Phoebe Waller-Bridge, Joonas Suotamo og Paul Bettany.
Filmen er den anden i Star Wars Anthology-serien, der omfatter enkeltstående film i Star Wars-universet. Filmen foregår mellem Star Wars Episode III: Sith-fyrsternes hævn (2005) og Star Wars Episode IV: Et nyt håb (1977). Historien har karakter af en rumwestern og følger en ung Han Solo og Chewbaccas eventyr, herunder et møde med Lando Calrissian.
De første optagelser begyndte i januar 2017, og måneden efter begyndte de primære optagelser hos Pinewood Studios. Filmen blev til at begynde med instrueret af Phil Lord og Christopher Miller, men de forlod projektet i juni som følge af "kreative uoverensstemmelser" med Lucasfilm, og i stedet tog Ron Howard over. Filmen havde verdenspremiere i Los Angeles 10. maj 2018. Den blev efterfølgende vist ved Cannes-festivalen 15. maj 2018, før den fik egentlig premiere i udvalgte lande 23. maj 2018 og i resten af verdenen 25. maj 2018. Filmen fik generelt positive anmeldelser med ros af skuespillere og actionscener, om end mange kritikere dog også bemærkede, at den ikke tilførte Star Wars-franchisen ret meget nyt. Filmen indbragte 393 mio. USD på verdensplan. Den blev dog alligevel anset for at være et økonomisk flop med et anslået underskud på ca. 80 mio. USD.

## Plot
Galaksen er i kaos, og kriminelle organisationer kæmper om værdifulde ressourcer så som hyperbrændstof. På skibsværft-planeten Corellia stikker en ung slyngel og aspirerende pilot ved navn Han og hans kæreste Qi'ra af fra deres kriminelle bande. De bestikker en kejserlig officer i rumhavnen, der lader Han komme væk men sørger for, at Qi'ra bliver fanget af deres forfølgere. Han sværger at komme tilbage efter hende men for selv at undslippe forfølgerne melder han sig til den kejserlige flåde som pilotkadet. Da han ikke har noget efternavn, som han kan fortælle hvervningsofficeren, kalder denne ham for "Han Solo".
Tre år efter er Han blevet smidt ud af det kejserlige pilotakademi for lydighedsnægtelse og gør tjeneste i infanteriet under en kamp på planeten Mimban. Her støder han på en kriminel bande forklædt som kejserlige officerer bestående af lederen Tobias Beckett, hans kone Val og det firearmede rumvæsen Rio Daurant. Han afpresser dem til at lade ham komme med dem, men Beckett får han arresteret for desertering, hvorefter han bliver smidt for et uhyre. Uhyret viser sig at være en wookiee ved navn Chewbacca. Han kan imidlertid tale wookiee-sproget shyriiwook og overtaler Chewbacca til at lave en falsk kamp, der får deres celle til at kollapse, så de kan stikke af. Derefter bliver de reddet af Beckett, der har fattet sympati for Han. Beckett har desuden brug for ekstra folk og hyrer dem til at hjælpe med at stjæle en vognladning coaxium rumbrændstof fra et tog på planeten Vandor. Røveriet går imidlertid galt, da de bliver angrebet af piraterne Cloud-Riders ledet af Enfys Nest. Val og Daurant bliver dræbt, og for at de andre kan slippe væk, dropper Han den stjålne coaxium til Becketts raseri.
Beckett afslører at han havde ordre om at stjæle ladningen for Dryden Vos, en højtrangerende leder i Crimson Dawn-syndikatet, og at han nu frygter Vos' vrede. Han og Chewbacca tilbyder at hjælpe ham med at stjæle en anden ladning. De tager til Vos' yacht, hvor Han bliver overrasket over at møde Qi'ra, der nu er en del af Crimson Dawn. Under mødet med Vos foreslår Han, at de kan stjæle uforarbejdet coaxium fra minerne på Kessel. Vos insisterer på, at Qi'ra skal tage med dem. For at få fat på et hurtigt skib til tyveriet fører Qi'ra dem til Lando Calrissian, en dygtig smugler og pilot. Han udfordrer Lando til et spil sabacc i håb om at vinde Landos ship, der efter sigende er det hurtigste i galaksen. Lando snyder for at vinde spillet men bliver alligevel overtalt til at tage med mod en del af profitten. Lando får fat på sin droid og andenpilot L3-37, hvorefter de går ombord på han skib Tusindårsfalken og tager til Kessel. Her infiltrerer de minen, hvor L3-37 sætter droider og slaver fri, hvilket skabet et oprør. De bruger distraktionen til at stjæle en ladning uforarbejdet men ustabilt coaxium. L3-37 bliver imidlertid skudt i stykker og Lando såret under flugten. Han flyver skibet vel vidende, at de skal klare det herostratisk berømte Kessel Run på mindre end tyve parsecs for at nå frem til planeten Savareen, hvor coaxiummet skal forarbejdes, før det eksploderer. En kejserlig stjernedestroyer blokerer vejen, så Han skyder en farlig genvej gennem en malstrøm og klarer turen på tolv parsecs.
På Savareen bliver de konfronteret af Enfys. Imens flyver Lando væk med Tusindårsfalken. Konfrontationen bliver afværget, og Enfys afslører at hun og hendes folk i virkeligheden er oprørere, der vil forhindre de kriminelle organisationer og Imperiet i at få magt. Han er sympatisk overfor dem og forsøger at narre Vos, da han efterfølgende mødes med ham. Vos hævder imidlertid, at coaxiummet, de har med til ham, er falsk. Vos afslører desuden, at Beckett har fortalt ham om Hans forræderi, og sender sine soldater ud for dræbe Enfys og hendes folk. Han har imidlertid forudset Vos' plan, så det ender med at Cloud Riders overvinder Vos' soldater i stedet. Beckett tager Chewbacca som gidsel og slipper væk med coaxiummet. En kamp mellem Han, Qi'ra og Vos ender med, at Qi'ra dræber Vos. Hun sender Han ud for at hjælpe Cloud-Riders og insisterer på, at hun snart vil følge efter. Efter at Han er gået, forsegler Qi'ra imidlertid rummet.
Han indhenter Beckett og Chewbacca og ender med at dræbe Beckett i en duel. Han og Chewbacca afleverer coaxiummet til Enfys Nest, der afslører hendes planer om at bruge det i oprøret mod imperiet. Hun tilbyder Han at komme med dem, men han afslår, hvortil Nest bemærker at han måske senere vil blive mere sympatisk overfor deres sag. På Vos' yacht kontakter Qi'ra hans overordnede, der viser sig at være den tidligere sith-herre Darth Maul. Hun fortæller ham om den fejlslagne mission og overtager Vos' job. Maul siger, at hun skal komme og samarbejde med ham.
Han og Chewbacca sporer Lando, og Han udfordrer ham til at nyt sabacc-spil om Tusindårsfalken. Han får fat i de skjulte kort fra Landos ærme og vinder spillet. Han fortæller Chewbacca om sin plan om at tage til planeten Tatooine, hvor Beckett har fortalt ham, at en gangster er ved at skabe en organisation, før de flyver afsted ud i hyperrummet.

## Medvirkende
- Alden Ehrenreich som Han Solo, en kynisk smugler der er en del af Becketts hold.[14][15] Da Ehrenreich blev spurgt om, hvordan Solo adskiller sig fra Solo i de senere Star Wars-film, svarede han: "Jeg tror den vigtigste ting, der er anderledes, er, at den Han, vi møder i den her film, er mere en idealist. Han har nogle drømme han følger, og vi ser hvordan det påvirker ham, når drømmene møder virkeligheden - en virkelighed der er hårdere og mere udfordrende, end han forventede."[16] Harrison Ford, der oprindeligt spillede rollen, mødtes med Ehrenreich for at give ham noget indsigt og gode råd.[17]
- Woody Harrelson som Tobias Beckett, en kriminel og Hans mentor.[18][19][20] Figuren er baseret på Long John Silver fra Robert Louis Stevensons roman Skatteøen.[21]
- Emilia Clarke som Qi'ra, en gammel barndomsven af Han og senere en af Vos' folk.[22][23] Clarke beskrev sin figur således: "Hun har flere forskellige former, men dybest set kæmper hun bare for at holde sig i live. Hvis du har en virkelig fin dame i et virkeligt snavset miljø, så ved du at det fine dækker over nogle hårde ting."[16] Med hensyn til figurens forhold til Solo fortalte hun at "De voksede op som kammerater, dybest set. De voksede op som venner, som kumpaner. Der er selvfølgelig den romantiske side af sagen. Men de voksede op sammen. Så de var børn sammen.."[24]
- Donald Glover som Lando Calrissian, en smugler, spiller og selvudnævnt sportsmand på vej op i galaksens underverden.[25][26] Billy Dee Williams, der oprindeligt spillede rollen, mødtes med Glover for at give ham noget indsigt og gode råd.[27]
- Thandie Newton som Val Beckett, Tobias' hustru og en del af hans bande.[8][20]
- Phoebe Waller-Bridge som L3-37, Landos droid og navigatør.[28][20] Da droiden bliver ødelagt, bliver hendes bevidsthed og data uploaded til rumskibet Tusindårsfalken. Det er en retcon til tidligere Star Wars-film som Star Wars Episode V: Imperiet slår igen, hvor skibet siges at have en egenartet dialekt. Manuskriptforfatteren Jonathan Kasdan forklarede, at det var for at give "Falken en personlighed, der er fusioneret med den fantastiske figur Phoebe spillede, [som] jeg faktisk tror beriger de andre film"[29]
- Joonas Suotamo som Chewbacca, en wookiee og Solos bedste ven, der også fungerer som hans andenpilot.[8]
- Erin Kellyman som Enfys Nest, lederen af en gruppe pirater, der viser sig at være en gruppe oprørere, der forsøger at sabotere Crimson Dawns coaxium-smugling.[30]
- Paul Bettany som Dryden Vos, en hensynsløs leder i en kriminel organisation og Becketts chef.[20] Rollen blev i første omgang spillet af Michael K. Williams,[31] men hans del blev fjernet fra den færdige film, da han ikke var i stand til at medvirke under filmens genoptagelser.[32] I stedet overtog Paul Bettany rollen, der samtidig blev ændret fra at være et rumvæsen optaget med motion capture til at være et arret menneske.[33] Williams beskrev i øvrigt den droppede form som rumvæsen som værende halvt puma, halt menneske.[34]
- Ian Kenny som Rebolt[35]
- Warwick Davis som Weazel, en rolle han også havde i Star Wars Episode I: Den usynlige fjende.[36]
- Clint Howard som Ralakili.[37]
- Jon Favreau lægger stemme til Rio Durant, "et meget cool og vigtigt rumvæsen", og en del af Becketts hold.[38][39]
- Linda Hunt lægger stemme til Lady Proxima, lederen af den bande Han og Qi'ra oprindeligt tilhører.
- Anthony Daniels som Tak, en wookiee-slave.[40]
- Kiran Shah som Karjj.
- Ray Park som Darth Maul, en rolle han også havde i Star Wars Episode I: Den usynlige fjende.[41][42]
- Sam Witwer som Darth Mauls stemme, en rolle han også havde i tegnefilmserierne The Clone Wars og Star Wars Rebels.[41]
- Dee Tails som Quay Tolsite, leder af Pyke Syndikatets aktiviteter på Kessel.[43][44]

Der blev desuden optaget en scene med Jonathan Kasdan (filmens manuskriptforfatter) som Tag Greenley og Toby Hefferman (filmens instruktørassistent) som Bink Otauna, to figurer fra Star Wars-tegneserierne fra Dark Horse Comics, men den blev klippet fra i den endelige film. Peter Serafinowicz, der lagde stemme til Maul Star Wars Episode I: Den usynlige fjende, blev oprindeligt hentet ind til også at gøre det denne gang. Hans bidrag blev imidlertid droppet til fordel for Witwers for at sikre kontinuiteten med de to tegnefilmserier, der var blevet lavet i mellemtiden.

## Produktion

### Udvikling
Det første gang en ung Han Solo kunne være kommet med i en film var, da Star Wars-skaberen George Lucas lod ham optræde i et tidlig udgave af manuskriptet til Star Wars Episode III: Sith-fyrsternes hævn. Her ville han være kommet med resterne af en sender til mester Yoda på planeten Kashyyyk. Det blev dog ikke til mere end et par koncepttegninger af Iain McCaig.
Senere planlagde George Lucas en tv-serie kaldet Star Wars: Underworld, der skulle have vist Hans Solos første møde med Chewbacca, og hvordan han vandt Tusindårsfalken fra Lando Calrissian. I 2012 begyndte Lucas udviklingen af en film om en ung Han Solo og hyrede Lawrence Kasdan, der havde skrevet manuskript på den originale Star Wars-trilogi, til at skrive manuskriptet. Kasdan måtte imidlertid forlade projektet for at hjælpe med færdiggørelsen af manuskriptet til Star Wars: The Force Awakens. Han overlod så arbejdet med at færdiggøre manuskriptet til Solo til sin søn Jon Kasdan, der havde hjulpet ham uofficielt, indtil han vendte tilbage. Filmen havde til at begynde med det interne kodenavn Harry and the Boy.
I februar 2013 bekræftede Disneys administrerende direktør Bob Iger, at der var sat gang i udviklingen af to enkeltstående film med manuskript af henholdsvis Lawrence Kasdan og Simon Kinberg. Kort efter blev der rapporteret, at Disney arbejdede på to film om Hans Solo og Boba Fett. Disneys økonomidirektør Jay Rasulo beskrev de enkeltstående film som originale historier. Lucasfilm's producent Kathleen Kennedy forklarede, at de enkeltstående film ikke ville overlappe med filmene i den nye trilogi, der var ved at blive lavet og fastslog, at "George [Lucas] var helt klar omkring, hvordan det virker. Den kanon han skabte var Star Wars-sagaen. Lige nu er Episode VII en del af den kanon. Spin off-filmene, eller vi finder måske på noget andet at kalde de film, de eksisterer i det enorme univers, han har skabt. Der er ingen forsøg på at tage figurer (fra de enkeltstående film) ind og ud af saga-episoderne. Konsekvensen, set fra et kreativt synspunkt, er at det er et kort, som George har gjort ret tydelig." I april 2015 annoncerede Lucasfilm og Kennedy, at de enkeltstående film ville blive omtalt som Star Wars Anthology.
I juli 2015 annoncerede Lucasfilm, at en Anthology-film, der vil fokusere på "hvordan unge Han Solo blev den smugler, tyv og slyngel, som Luke Skywalker og Obi-Wan Kenobi mødte for første gang i kantinen i Mos Eisley", ville få premiere 25. maj 2018. Filmen skulle instrueres af Phil Lord og Christopher Miller efter et manuskript af Lawrence Kasdan og Jon Kasdan. Kennedy skulle fungere som filmens producent med Kasdan og Jason McGatlin som executive producers og Allison Shearmur og Simon Emanuel som medproducenter. Han Solo-projektet var uafhængigt af en film, der oprindeligt var udviklet af Josh Trank, men som var udskudt til et ikke nærmere angivet tidspunkt. Solos ven, wookieen Chewbacca, ville også være med i filmen. I maj 2016 oplyste Lawrence Kasdan, at optagelserne ville begynde i januar 2017.

### Casting
I januar 2016 blev der offentliggjort en liste over mulige skuespillere til rollen som Han Solo, herunder Miles Teller, Ansel Elgort, Dave Franco, Jack Reynor, Scott Eastwood, Logan Lerman, Emory Cohen og Blake Jenner. I marts 2016 blev det rapporteret, at Alden Ehrenreich, Reynor og Taron Egerton var på listen. I maj 2016 blev det rapporteret, at Ehrenstein var blevet valgt til rollen, hvilket blev bekræftet ved Star Wars Celebration: Celebration Europe III to måneder senere. Miller omtalte castingen som en af "alle tiders hårdeste casting-udfordringer", og at de havde set på over 3.000 personer til rollen. Blandt dem der var til audition til rollen var Chandler Riggs, Rami Malek, Aaron Taylor-Johnson, Tom Felton, Nick Robinson, Colton Haynes, Joshua Sasse, Ed Westwick og Charlie Cox.
I oktober 2016 blev Tessa Thompson, Naomi Scott, Zoë Kravitz, Emilia Clarke, Kiersey Clemons, Jessica Henwick og Adria Arjona overvejet til den kvindelige hovedrolle. Desuden blev Donald Glover overvejet til rollen som en ung Lando Calrissian, en rolle som Shameik Moore også havde været til audition på. Senere i oktober blev det annonceret, at Glover fik rollen som Calrissian, mens Clarke blev valgt til den kvindelige hovedrolle måneden efter. Derudover var Shameik Moore til audition for rollen som Calrissian.
I begyndelsen af januar 2017 kom det frem, at der var forhandlinger i gang med Woody Harrelson om at spille Han Solos lærermester, og hans medvirken blev bekræftet kort efter. Inden da havde der også været forhandlinger med Christian Bale om rollen. Et efterfølgende interview med Harrelson gav anledning til spekulationer om, at han nærmere bestemt skulle spille Star Wars Legends-figuren Garris Shrike, men i marts 2017 afslørede Harrelson, at figurens navn var Beckett. I februar 2017 blev Phoebe Waller-Bridge føjet til rollelisten i en ikke nærmere angiven rolle, hvor der ville blive gjort brug af CGI i stil med Alan Tudyks rolle som droiden K-2SO i Rogue One: A Star Wars Story. Det blev desuden rapporteret, at der var forhandlinger i gang med Thandie Newton om at medvirke i filmen. I slutningen af februar blev det bekræftet at Waller-Bridge og Newton ville medvirke. Det blev desuden annonceret at Joonas Suotamo ville spille Chewbacca ligesom i Star Wars: The Force Awakens og Star Wars: The Last Jedi, hvor han delte rollen med den oprindelige Chewbacca-skuespiller, Peter Mayhew. I begyndelsen af marts var der samtaler i gang med Michael K. Williams om en rolle i filmen som et halvt menneske, halvt rumvæsen, en rolle som han fik kort efter. I slutningen af samme måned blev Ian Kenny føjet til rollelisten. I slutningen af juli 2017 blev det bekræftet, at Warwick Davis også ville medvirke.

### Optagelser
Optagelserne begyndte 30. januar 2017, hos Pinewood Studios, med arbejdstitlen Star Wars: Red Cup. De primære optagelser startede 20. februar 2017. Bradford Young fungerede som filmens fotograf. I maj 2017 flyttede optagelserne til Tre Cime di Lavaredo, Monte Piana og Val di Fassa i Dolomitterne i Italien. Derudover var der optagelser på De kanariske øer i samme måned.
20. juni 2017 annonceredede Lucasfilm samt Lord og Miller, at de to sidstnævnte ville forlade projektet som følge af "kreative uoverensstemmelser", og at en ny instruktør ville blive annonceret snarest. Baggrunden for afskedigelsen af instruktørerne var, at Kennedy og Kasdan var uenige i deres måde at optage på. Lord og Miller troede at de var hyret til at lave en komediefilm, mens Lucasfilm ønskede at de skulle give science fiction-filmen et humoristisk bidrag. Lucasfilm følte også at instruktørerne opmuntrede skuespillerne til at improvisere for meget, hvilket Lucasfilm følte drejede historien væk fra Kasdans manuskript. For at tilfredsstille Kasdan, der var utilfreds med at scener ikke blev optaget "ord for ord... ville Lord og Miller foretage flere optagelse præcist som skrevet og så foretage yderligere optagelser." Lord og Miller nægtede desuden at gå på kompromis med visse scener, for eksempel ved at filme en scene fra færre vinkler end hvad Lucasfilm forventede, hvilket reducerede valgmulighederne ved klipningen. Instruktørerne var til gengæld selv utilfredse med, at Lawrence Kasdan var taget med til optagelser i London, og følte at han blev en "skygge-instruktør". Beslutningen om at fjerne Lord og Miller fra projektet blev taget efter en kort pause i optagelserne, der blev benyttet til at gennemse dem. Lucasfilm erstattede desuden klipperen Chris Dickens med Pietro Scalia. Derudover hyrede Lucasfilm en skuespiltræner til Ehrenreich, da de var utilfredse med hans spil.
Det blev efterfølgende rapporteret, at Ron Howard, der tidligere havde afslået et tilbud fra sin ven George Lucas om at instruere Star Wars Episode I: Den usynlige fjende, var den primære kandidat til at overtage jobbet som instruktør. Joe Johnston og Kasdan blev også overvejet, selvom Directors Guild of Americas regler fastsætter, at en afløser for en instruktør ikke må være en, der allerede er involveret i produktionen. To dage efter blev det annonceret, at Howard ville overtage jobbet som instruktør på de resterende tre en halv uge af de planlagte primære optagelser, og på de planlagte fem uger med genoptagelser. I en skriftlig udtalelse fra Howard lød det at "jeg er overmåde taknemmelig for at kunne tilføje min stemme til Star Wars-universet... Jeg håber på kunne gøre det store stykke arbejder der allerede er gjort ære og hjælpe til med at opfylde løftet om en Han Solo-film."
Da der skulle foretages genoptagelser til filmen, havde Michael K. Williams ikke mulighed for at være med, fordi det overlappede med optagelserne til The Red Sea Diving Resort, så hans del blev fjernet. Williams forklarede at genoptagelserne med hans figur var for at matche den nye måde at instruere på, som producenterne ønskede, at Howard skulle benytte til filmen. Williams forklarede desuden, at han ikke ville være til rådighed før november 2017, men at produktionen ikke ønskede at vente på det, hvis filmen stadig skulle være klar til at få premiere i maj 2018. I stedet overtog Paul Bettany rollen, der samtidig blev ændret fra at være et rumvæsen optaget med motion capture til at være et menneske.
På Ron Hovards første dag med optagelser dukkede George Lucas, der tidligere havde arbejdet sammen med Howards, op for at opmuntre denne. Det var kun ment som et kort besøg, men Lucas endte med at tilbringe hele dagen sammen med holdet. Lucas havde ikke i sinde at blande sig, men han glemte det på et tidspunkt og spurgte "Hvorfor gør Han ikke det her?". Da Howard hørte Lucas' lille forslag besluttede han sig for at filme det og tage det med i filmen. 17. oktober 2017 bekræftede Ron Hovard, at de primære optagelser var afsluttede, og annoncerede officielt, at titlen ville blive Solo: A Star Wars Story.
I marts 2018, hvor ca. 70 % af filmen var blevet optaget på ny, blev det annonceret, at filmens oprindelige instruktører, Phil Lord and Christopher Miller, ikke ville gøre krav på krediteringen som instruktører men i stedet var gået med til at blive krediteret som executive producers i filmen. Duoen så en tidligt klippet udgave af Howards film og gav ham feedback. Efterproduktionen blev afsluttet 22. april 2018.

### Visuelle effekter
De visuelle effekter blev leveret af Industrial Light & Magic, Hybride og Blind LTD og ledet af Nigel Sumner, Julian Foddy, Greg Kegel, Joseph Kasparian, Francois Lambert, Andrew Booth, Rob Bredow og Patrick Tubach med hjælp fra Jellyfish Pictures, Raynault VFX, Lola VFX og Nvizage. Bredow beskrev arbejdet med togrøveriet som en udfordring. "I mit eget liv har jeg altid refereret til Star Wars-filmene som havene de mest cool eksplosioner, du ved, lige fra Joe Viskocils eksplosion af Dødsstjernen og den måde, de udviklede sig over tid. Det var som om, 'Hvordan skal jeg kunne lave noget der er anderledes og unikt i Star Wars-universet?'" Løsningen blev at bygge en 3D-model af bjerget i filmen og sprænge det i luften med forskellige kinesere i en stor fisketank hos Pinewood. Holdet hentede inspirationen fra YouTube-kanalen The Slow Mo Guys, især en video hvor skaberne Gavin Free og Daniel Gruchy laver et eksperiment med at affyre kinesere i en fisketank for at optage eksplosionen i slow motion.
Der blev lavet 60 designs af rumskibet Tusindårsfalken, før man lagde sig fast på den endelige version, der ses i filmen. Designholdet tog hensyn til 1970'erne-kultur, eksaminerede muskelbiler og så på konceptkunst til Star Wars Episode IV: Et nyt håb. Den ledende designer James Clyne beskrev tilføjelsen af en redningskapsel i fronten af skibet som løsningen på et spørgsmål han havde som barn om, hvor skibet havde det det design. Ved optagelserne med
cockpittet blev der sat en halvrund skærm op omkring den. Skærmen blev så belyst bagfra af laserprojektører, der gav skuespillerne i cockpittet indtryk af at se på en stjernehimmel. En lignende teknik blev også brugt i de oprindelige Star Wars-film, men til denne film var teknikken blevet opdateret med projektører med 4K-opløsning.
Droiden L3-37 blev skabt med en kombination af fysiske og visuelle effekter. Skuespilleren Phoebe Waller-Bridge deltog i optagelserne iført et kostume med droid-dele. I efterproduktionen blev hendes menneskelige dele så fjernet fra optagelserne og erstattet af indre dele og kabler.

### Musik
I juli 2017 blev det annonceret, at John Powell ville komponere filmens musik. John Williams, der havde stået for musikken til en række andre Star Wars-film, bidrog med Han Solo-temaet "The Adventures of Han" til filmen. Powell begyndte at skrive musikken til filmen i slutningen af 2017 efter at have færdiggjort sit arbejde på Ferdinand. I december 2017 skrev Williams to stykker musik og kombinerede dem for at skabe Hans tema. Den efterfølgende måned optog Williams demoer med Recording Arts Orchestra of Los Angeles på Newman Scoring Stage. Powell inkorporerede både Williams' nye tema og Williams' musik fra tidligere film, herunder Star Wars-temaet, og motiver fra og vink til Star Wars Episode IV: Et nyt håb, Star Wars Episode V: Imperiet slår igen og Star Wars Episode I: Den usynlige fjende.
Powell fortalte efterfølgende om, hvorfor han gik til at komponere musikken til filmen: "John Williams' involvering var faktisk en stor årsag til, at jeg ønskede at tage jobbet. Jeg har sådan en respekt - ærefrygt er måske et bedre ord - for den musikalske historie i denne serie, at det at have filmkomponisternes svar på Yoda være en del af det var en kæmpe tilskyndelse og en åbenlys fordel, som jeg ikke kunne lade passere. Den faktiske oplevelse ved at have lov at følge Johns proces? Jeg kunne ikke forestille mig en bedre gave."
Soundtracket blev udgivet af Walt Disney Records 25. maj 2018. International Film Music Critics Association nominerede soundtracket til fire priser, og den vandt tre. John Powell fik priserne for årets bedste filmsoundtrack og for bedste originale musik for en fantasy-, science fiction- eller horrorfilm. John Williams vandt prisen for året filmmusikkomposition for temaet "The Adventures of Han".
I september 2020 annoncerede Powell på sociale medier, at der ville lavet en deluxe-udgave af sounstracket med al uredigeret musik og yderligere demoer, som Williams havde komponeret til filmen. Deluxe-udgaven blev udgivet af Walt Disney Records 20. november 2020 og var suppleret med 40 minutters musik, der ikke havde været udgivet før.

## Premiere
Solo: A Star Wars Story havde verdenspremiere i El Capitan Theatre i Los Angeles 10. maj 2018. Den blev efterfølgende vist ved Cannes-festivalen 15. maj 2018, før den fik egentlig premiere i udvalgte lande 23. maj 2018. Derefter havde den så egentlig premiere i USA og resten af verdenen 25. maj 2018, 41 års dagen for premieren på Star Wars Episode IV: Et nyt håb hvor Harrison Ford første gang medvirkede som Han Solo. Til trods for afskedigelsen af Phil Lord og Christopher Miller i juni 2017 holdt filmen tidsplanen frem til den planlagte premieredato.

### Marketing
Den første tv-reklame for filmen blev vist under Super Bowl LII 4. februar 2018. Den blev den mest populære Super Bowl-trailer på YouTube med 8 mio. visninger. Den havde desuden 5,9 mio. visninger på Facebook.
Den første officielle trailer blev offentliggjort 5. februar 2018. Graeme McMillan fra The Hollywood Reporter betegnede traileren som kedelig og sammenlignede den negativt i forhold til hvordan Rogue One så ud. McMillam syntes at det visuelle "burde være samlingen af udskud og slyngler i kantinen i den allerførste film, fyldt med farverige rumvæsener og ting i gang over det hele. Travlheden, fornemmelsen af fare og trængsel, føles passende for Solo på en måde, som det der vises i den første trailer simpelthen ikke gør." Han bemærkede også at flere dele af plottet, der blev præsenteret i traileren, mindede om The Han Solo Trilogy, en serie romaner der blev udgivet i 1997 og 1998.
I begyndelsen af marts 2018 hævdede den franske kunstner Hachim Bahous, at Disney havde plagieret en række albumcovers, som han havde designet for Sony Music mærke Legacy Recordings i Frankrig, med figurplakater for filmen. Disney oplyste at de undersøgte den angivelige plagiering, og at Solo-plakaterne var blevet produceret af et eksternt firma.
I begyndelsen af april 2018 annoncerede EA Capital Games, at nye figurer fra filmen ville kunne samles og spilles med i mobilspillet Star Wars: Galaxy of Heroes, heriblandt en ung Han Solo og Chewbacca, som de fremstår i filmen.

### Hjemmevideo
Solo: A Star Wars Story blev udgivet digitalt 14. september 2018 og på Ultra HD Blu-ray, Blu-ray og dvd 25. september 2018.

### Andre medier
En roman baseret på filmen af Mur Lafferty, Solo: A Star Wars Story: Expanded Edition, blev udgivet af Del Rey Books 4. september 2018. Den omfatter scener fra alternative udgaver af filmens manuskript, herunder en scene hvor Qi'ra bliver bragt tilbage til Lady Proxima, Chewbacca bruger nogle af Landos dyre badeprodukter og en epilog hvor Enfys Nest leverer coaxiumet til Saw Gerrera og en ung Jyn Erso fra Rogue One: A Star Wars Story.
En tegneserie i syv dele baseret på filmen, skrevet af Robbie Thompson og tegnet af Will Sliney, blev udgivet af Marvel Comics fra oktober 2018.

## Indtjening
Solo: A Star Wars Story indbragte 213,8 mio. USD i USA og Canada og 179,4 mio. USD i resten af verdenen, resulterende i en samlet indtjening på 393,2 mio. USD. Med et anslået produktionsbudget på 300 mio. USD. ville filmen skulle have indbragt mindst 500 mio. USD på verdensplan for have at tjent sig selv hjem.
En uge efter verdenspremieren havde filmen kun indtjent 147,5 mio. USD. Variety vurderede at filmen vil ende med at indbringe 400-450 mio. USD og dermed påføre Disney et betydeligt tab. The Hollywood Reporter anslog at tabet ville blive på mellem 50 og 80 mio. USD. I april 2019 anslog Deadline Hollywood, at studioet tabte 76,9 mio. USD på filmen, når der var taget højde for alle indtægter og udgifter. I juni 2018 kommenterede instruktøren Ron Howard filmens dårlige indtjening med, at han var stolt af filmen, og at han var ked af, at fans ikke kom for at se den, men glad for at dem der gjorde havde nydt den. Året efter udtalte Howard, at internet-trolde havde en del af ansvaret for, at filmen ikke havde klaret sig så godt.

### USA og Canada
Tre uger før premieren var det forventet, at filmen ville indbringe omkring 170 mio. USD i den fire dages åbningsweekend omkring Memorial Day. Deadline Hollywood bemærkede, at filmen stod til en bedre start end den tidligere Star Wars spin-off-film, Rogue One, der startede med 155 mio. USD, og at der var større interesse fra publikum end for blockbusterne Spider-Man: Homecoming og Guardians of the Galaxy Vol. 2. Dagen efter at forsalget begyndte annoncerede Fandango, at filmen havde det næstbedste forsalg af billetter i 2018 efter Avengers: Infinity War. I åbningsugen lød forventningerne til indtjeningen på 135-170 mio. USD for de fire dage, idet Disney selv dog forventede 130-150 mio. USD.
Filmen havde premiere i 4.381 biografer, den niendestørste premiere indtil da, herunder 3.300 steder med visning i 3D og 400 med IMAX. Den indbragte 14,1 mio. USD ved forhåndsvisningerne om aftenen 24. maj 2018, det laveste for en af Disneys Star Wars-film, men det højeste for en Memorial Day-weekend og en forbedring af den hidtidige rekord på 13,2 mio. USD sat af Pirates of the Caribbean: Ved verdens ende i 2007. Indtjeningen på premiereaftenen og den første hele dag blev på 35,6 mio. USD. Indtjeningen i de fire dages åbningsweekend endte på 103 mio. USD, et godt stykke under forventningerne og det laveste for en Star Wars-premiere siden Star Wars Episode II: Klonernes angreb i 2002. For instruktøren Ron Howard var det dog det hidtil højeste i hans karriere.
Deadline.com sammenlignede de undergåede forventninger med Justice League fra november året før og tillagde det fansenes negative indstilling til konceptet, problemerne bag kulisserne og konkurrence fra Deadpool 2 og Avengers: Infinity War. Mange analytikere og medier, herunder Deadline, The Atlantic, Entertainment Weekly og CNN, udlagde de lave salgstal i biograferne som et tilfælde af Star Wars-overmætning, idet Solo var den fjerde film i serien til at blive udgivet i løbet af 29 måneder og kun fem måneder efter Star Wars: The Last Jedi. Andre analytikere pegede på dårlig markedsføring som medvirkende til de undergåede forventninger. Filmen faldt med 65 % til 29,3 mio. USD i dens anden weekend, det værste fald for en Star Wars-film siden den oprindelige trilogi. Den faldt med yderligere 46 % i den tredje weekend til 15,2 mio. USD, hvor den blev overgået af den nye film Ocean's 8. I den fjerde weekend kom den på fjerdepladsen med 10 mio. USD.

### Andre lande
På verdensplan forventedes filmen at indbringe 285-340 mio. USD i åbningsweekenden, heraf 150-170 mio. USD fra det internationale marked. Den havde premiere i 43 lande 23. og 24. maj før den egentlige premiere i USA og indbragte 11,4 mio. USD, heraf 3,3 mio. USD i Kina. Den fortsatte med at indbringe 65 mio. USD fra lande udenfor Nordamerika. Den kom på førstepladsen i Storbritannien (10,3 mio. USD), Australien (5 mio. USD), Tyskland (4,3 mio. USD), Frankrig (3,9 mio. USD), Rusland (3,6 mio. USD), Spanien (2, 6 mio. USD), Mexico (2,5 mio. USD), Italien (2,2 mio. USD) og Brasilien (1,3 mio. USD). I Kina endte den trods den næststørste premiere for en udenlandsk film med 10,1 mio. USD, en godt stykke under de tre andre Star Wars-film fra Disney. I den anden weekend klarede den sig bedre end forventet med 47 % og indbragte 30,3 mio. USD fra 54 lande. Den lå fortsat i top i flere lande, herunder Australien, Spanien og Storbritannien.

## Kritik
Hjemmesiden Rotten Tomatoes samlede 477 anmeldelser og vurderede 69 % af dem til at være positive med en gennemsnitlig bedømmelse på 6,4/10. Sidens kritiske konsensus lød: "Som et fejlbehæftet men sjovt og hurtigt rumeventyr burde Solo: A Star Wars Story tilfredsstille både nytilkomne til sagaen og gamle fans, der holder igen med deres forventninger, når de går ind i biografen". Hos Metacritic fik filmen en vægtet bedømmelse på 62 ud af 100 baseret på 54 anmeldelser, hvilket indikerede at kritikerne generelt var positive.
Peter Travers fra Rolling Stone gav filmen 2,5 ud af 4 stjerner, idet han roste skuespillerne men kritiserede den manglende kreativitet: "...på en måde så er Han Solo - den slyngelagtige Star Wars-helt kendt for at bryde alle regler, blevet placeret i en godt følende film, der ikke bryder nogen." A.O. Scott fra The New York Times sagde at "Den tager ikke sig selv for alvorligt, men den holder også nøje styr på hvilke irrelevante, anarkistiske impulser den end måtte have." Michael Rechtshaffen fra The Hollywood Reporter roste skuespillerne produktionen men følte, at filme som helhed føltes for sikker: "men Ehrenreichs Solo viser sig at være god til at manøvrere Tusindårsfalken ud af nogle kniber, så følger filmen selv en sikker forudsigelig kurs. Der mangler en form for plot-relevant eller visuelt indslag som i Rian Johnsons The Last Jedi eller Gareth Edwards Rogue One."
Flere anmeldere roste Glovers optræden som Lando Calrissian. USA Today fandt således at Glovers Calrissian overstrålede titelfiguren Solo. TheWrap sammenlignede Glover med Cary Grant og hævdede, at Glover trak tæppet væk under filmen. Stephanie Zacharek fra Time roste også resten af de medvirkende men udpegede især Glover og lagde vægt på hans uregerlige, karismatiske elegance.
Ron Howard sagde, at den oprindelige Han Solo-skuespiller, Harrison Ford, havde set filmen to gange og udtalt sig positivt om den om Ehrenreichs optræden. Den oprindelige Lando Calrissian-skuespiller, Billy Dee Williams, var til gengæld kritisk overfor nogle af filmens valg vedrørende hans figur: "Jeg tror at årsagen til, at de ikke havde den succes, de kunne have haft, er fordi de gik efter noget klassisk i stedet for et eventyr, der er langt udover den slags. Hvis du taler om denne store fantastiske historie, hvorfor så låse dig fast i det lille øjeblik mellem en figur som Lando og hans robotven?" I andre interviews roste han dog andre dele af filmen, herunder Glovers opfattelse af Lando som genderfluid.

## Mulige efterfølgere
Alden Ehrenreich bekræftede at hans kontrakt om at spille Han Solo omfattede to yderligere film, hvilket vil gøre det muligt for studiet at lave en efterfølger til Solo: A Star Wars Story eller at lade ham optræde i en birolle i andre antologi-film. Ehrenreich syntes at efterfølgere skulle adskille sig fra de hidtidige Star Wars-trilogier ved at være enkeltstående film i stil med Indiana Jones- og James Bond-filmene i stedet for at være direkte efterfølgere. Emilia Clarke, der spiller Qi'ra, har også skrevet under på at medvirke i fremtidige film.
Instruktøren Ron Howard sagde, at selvom der ikke var nogen efterfølger under udvikling, så var det op til fansene at beslutte det. Kritikere bemærkede at filmen bevidst åbnede op for efterfølgere. Manuskriptforfatteren Jon Kasdan sagde, at han ville inkludere dusørjægeren Bossk, der optræder kort i Star Wars Episode V: Imperiet slår igen og nævnes af Val i Solo, hvis han skulle skrive en efterfølger til filmen. Kathleen Kennedy sagde også, at en film der fokuserer på Lando Calrissian er en mulighed, men at det ikke var prioriteret. Donald Glover sagde at han kunne forestille det sig som Catch Me If You Can i rummet.
20. juni 2018 hævdede Collider, at alle fremtidige antologi-film var sat på hold, på grund af Solos dårlige indtjening. Rygterne blev dog afvist dagen efter af Lucasfilm, der bekræftede at der stadig var flere uannoncerede film under udvikling. De ville dog bruge tid på at revurdere forskellige forhold, herunder produktion, budget og markedsføring. Making Star Wars rapporterede at baggrunden for rygterne var en hidtil ukendt Mos Eisley Spaceport-film, der var blevet udskudt eller droppet, mens alle andre tidligere omtalte men endnu ikke annoncerede film stadig var under aktiv udvikling. I april 2019 udtalte Bob Gier, at produktionen af nye film vil blive sat på hold efter det års Star Wars: The Rise of Skywalker, men at der ikke var droppet nogen.
23. maj 2019 opmuntrede værterne på "The Resistance Broadcast" fans til at bruge hashtagget #MakeSolo2Happen på sociale medier. Kampagnen var en blanding af en fejring af den første film og for at sprede budskabet om, at en efterfølger er ønsket. Kampagnen nåede flere folk, der var involveret i filmen, herunder instruktøren Ron Howard. For at give udtryk for sin taknemmelighed tweetede Jon Kasdan et billede af tre forbrydersyndikaters logoer, hvilket kunne antyde, at der stadig arbejdedes på fremtidige historier. Kasdan har antydet, at en efterfølger kunne involvere Jabba the Hutt, måske hvordan Solo kom til at arbejde for figuren. I marts 2020 skrev Kasdan dog på Twitter, at han ikke "tror at nogen forfølger en Solo-efterfølger i øjeblikket (…) Jeg tror at en film vil være svær at sælge på det her tidspunkt."
25. maj 2020 benyttede fans igen hashtagget #MakeSolo2Happen for at vise deres glæde over filmen ved dens andet jubilæum. Hashtagget gik viralt, idet fans argumenterede for, at filmen fortjente mere ros, ligesom der endnu en gang var ønsker fremme om en fortsættelse af historien. En del fans ønskede således at se mere til Emilia Clarkes Qi’ra. Rita Dorsch fra Comic Book Resources sagde, at den mest interessante del af Solo var helt klart Qi'ra, og en given efterfølger ville være nødt til at fokusere på hende. Dirk Libbey skrev for Cinemablend at "det virker usandsynligt at Solo 2-fansene vil få den film de ønsker. Men selvfølgelig er der nogle, der ikke behøver en efterfølger i biograferne. De vil være glade for en Disney+-serie, der ikke engang nødvendigvis behøver inkludere Han Solo, men som i stedet fokuserer på den kriminelle organsation Qi'ra driver."